# Maciej Hen
Maciej Hen (sinh ngày 13 tháng 6 năm 1955 tại Warsaw) là một nhà văn, dịch giả và nhà báo người Ba Lan.

## Tiểu sử
Maciej Hen là con của nhà văn Ba Lan nổi tiếng Józef Hen và nhà sư phạm quá cố kiêm giáo viên tiếng Nga Irena Lebewal đến từ Navariya gần Lvov. Cha mẹ ông đều là người gốc Do Thái. Maciej Hen theo học Trường Nghệ thuật Quốc gia ở Warsaw, nhưng bỏ học ngay trước kỳ thi tốt nghiệp. Năm 1979, ông tốt nghiệp Khoa điện ảnh của Trường Điện ảnh Quốc gia ở Łódź. Maciej Hen đã thử sức ở đa dạng vị trí công việc: điều hành máy quay, đạo diễn hình ảnh, đạo diễn một số phim tài liệu, nhiếp ảnh gia tĩnh vật, phóng viên ảnh, nhà biên kịch, diễn viên, nhà báo, nhạc sĩ, phiên dịch viên tiếng Anh và nhà thiết kế ánh sáng truyền hình. Ở vị trí nhà báo, ông có nhiều bài viết được đăng trên tờ báo Gazeta Wyborcza.

## Sự nghiệp
Maciej Hen cho ra mắt tiểu thuyết đầu tay According to Her dưới bút danh Maciej Nawariak vào năm 2004 và cho ra mắt tiểu thuyết lịch sử thứ hai Solfatara vào năm 2015. Năm sau, tiểu thuyết này được trao Giải thưởng Văn học Witold Gombrowicz, danh hiệu Cuốn sách của năm - Giải thưởng Ra mắt văn học Warsaw, và lọt vào danh sách rút gọn cho Giải thưởng Angelus. Năm 2019, tiểu thuyết thứ ba Deutsch for Intermediates được nhà xuất bản Wydawnictwo Literackie phát hành.

## Giải thưởng
- 2016: Danh hiệu Cuốn sách của năm - Giải thưởng Ra mắt văn học Warsaw
- 2016: Giải thưởng văn học Witold Gombrowicz
- 2016: lọt vào danh sách rút gọn cho Giải thưởng Angelus[2]
- 2016: lọt vào danh sách rút gọn cho Giải thưởng Norwid

## Sách
- Według niej [According to Her]. Warsaw. Wydawnictwo Due. 2004  ISBN 83-920561-0-8. Dưới bút danh Maciej Nawariak
- Solfatara. Warsaw: Wydawnictwo W.A.B. 2015 ISBN 978-8328020818
- Deutsh dla średnio zaawansowanych[3] [Deutsch for Intermediates]. Krakow: Wydawnictwo Literackie. 2018 ISBN 978-8308068786

## Phim tiêu biểu
- 1962: Jadą goście jadą – diễn viên
- 1968: Dzieci z naszej szkoły – diễn viên
- 1984: Rozalka Olaboga (miniserial)|Rozalka Olaboga – điều hành camera
- 1986: Z nakazu serca i rozumu – đạo diễn hình ảnh
- 1991: Pogranicze w ogniu – diễn viên
- 1998: Sprawa Martyniki – biên kịch
- 2006: Fotografie Mojego taty – đạo diễn, đạo diễn hình ảnh, nhà soạn nhạc
- 2008: Mata Hari znad Wisły – đạo diễn kiêm đạo diễn hình ảnh
- 2013: Zdjęcie od Nasierowskiej, czyli życie wielokrotnie spełnione – đạo diễn hình ảnh
- 2016: Nie płacz kiedy odjadę ‒ đạo diễn hình ảnh